# Лопуховка (Дагестан)
Лопуховка (Лапуховка) — село в Кизлярском районе Дагестана. Входит в состав Крайновского сельсовета.

## Географическое положение
Населённый пункт расположен в устье Лопуховского канала, на берегу Кизлярского залива, в 5 км к юго-востоку от центра сельского поселения — Крайновка и в 60 км к востоку от города Кизляр.

## Население
| 1914 | 1926 | 1970 | 1989 | 2002 | 2010 | 2021 |
| ---- | ---- | ---- | ---- | ---- | ---- | ---- |
| 91   | ↘85  | ↘27  | ↘20  | ↗26  | ↘14  | ↗19  |

Национальный состав
По данным Всесоюзной переписи населения 1926 года:
| № | Национальность | Численность, чел. | Доля  |
| - | -------------- | ----------------- | ----- |
| 1 | русские        | 85                | 100 % |

По результатам Всероссийской переписи населения 2010 года:
| № | Национальность | Численность, чел. | Доля   |
| - | -------------- | ----------------- | ------ |
| 1 | чеченцы        | 10                | 71,4 % |
| 2 | русские        | 4                 | 28,6 % |

По данным Всероссийской переписи населения 2010 года, в селе проживало 14 человек (9 мужчин и 5 женщин).